# Erianthus serratus
Erianthus serratus är en insektsart som beskrevs av Sigfrid Ingrisch och F.M.H. Willemse 1988. Erianthus serratus ingår i släktet Erianthus och familjen Chorotypidae. Inga underarter finns listade i Catalogue of Life.